# Campionat de Futbol de Nova Zelanda 2004-05
El Campionat de Futbol de Nova Zelanda 2004-05 va ser la primera temporada del Campionat de Futbol de Nova Zelanda des de la seva creació el 2004. Aquesta temporada fou la primera del Campionat de Futbol de Nova Zelanda (New Zealand Football Championship), una competició que fou precedida per la Lliga Nacional de Futbol de Nova Zelanda. La temporada començà el 15 d'octubre de 2004 i acabà el 12 de març de 2005.
La lliga fou guanyada per l'Auckland City, el qual guanyà ambdós la lliga regular (esdevenint Premier) i els playoffs (esdevenint Champion).

## Clubs
Vuit equips participaren en la primera temporada del Campionat de Futbol de Nova Zelanda.
| Equip               | Ciutat           |
| ------------------- | ---------------- |
| Auckland City       | Auckland         |
| Canterbury United   | Christchurch     |
| Napier City Rovers  | Napier           |
| Otago United        | Dunedin          |
| Team Wellington     | Wellington       |
| Waikato FC          | Hamilton         |
| Waitakere United    | Auckland         |
| YoungHeart Manawatu | Palmerston North |

## Classificació
| Equip               | J  | G  | E | P  | GF | GC | DG  | Pts | Premier i classificació   |
| ------------------- | -- | -- | - | -- | -- | -- | --- | --- | ------------------------- |
| Auckland City       | 21 | 14 | 4 | 3  | 53 | 24 | +29 | 46  | Lliga de Campions 2005-06 |
| Waitakere United    | 21 | 12 | 4 | 5  | 39 | 19 | +20 | 40  |                           |
| Waikato FC          | 21 | 9  | 4 | 8  | 27 | 25 | +2  | 31  |                           |
| Canterbury United   | 21 | 7  | 6 | 8  | 31 | 38 | –7  | 27  |                           |
| Napier City Rovers  | 21 | 7  | 5 | 9  | 39 | 48 | –9  | 26  |                           |
| Team Wellington     | 21 | 5  | 8 | 8  | 35 | 40 | –5  | 23  |                           |
| Otago United        | 21 | 5  | 5 | 11 | 26 | 46 | –20 | 20  |                           |
| YoungHeart Manawatu | 21 | 4  | 6 | 11 | 26 | 36 | –10 | 18  |                           |

## Temporada regular

### Ronda 1
| Napier City Rovers | 1 – 3   | Auckland City                                                    |
| ------------------ | ------- | ---------------------------------------------------------------- |
| David Gearey 20'   | Crònica | 36' Jonathon Perry · 56' Neil Sykes · 66' (pen.) Heath McCormack |

 Napier
| Waitakere United                | 2 – 0 | Otago United |
| ------------------------------- | ----- | ------------ |
| Stu Hogg 17' · Keryn Jordan 53' |       |              |

 Auckland
| Team Wellington                          | 2 – 2 | Canterbury United                  |
| ---------------------------------------- | ----- | ---------------------------------- |
| Graham Little 48' · Michael Woodside 58' |       | 24' Ben Sigmund · 44' Justin Lucas |

 Wellington
| YoungHeart Manawatu | 0 – 4 | Waikato FC                                                              |
| ------------------- | ----- | ----------------------------------------------------------------------- |
|                     |       | 25' Colin Gardyne · 29' Che Bunce · 70' Sam Wilkinson · 85' Garry Board |

 Palmerston North

### Ronda 2
| Team Wellington  | 1 – 4 | Waitakere United                                                    |
| ---------------- | ----- | ------------------------------------------------------------------- |
| Bryan Little 35' |       | 19' (pen. ), 62' Keryn Jordan · 22' Stuart Hogg · 31' Chris Jackson |

 Wellington
| Auckland City | 0 – 0 | Waikato FC |
| ------------- | ----- | ---------- |
|               |       |            |

 Auckland
| Canterbury United | 0 – 0 | YoungHeart Manawatu |
| ----------------- | ----- | ------------------- |
|                   |       |                     |

 Christchurch
| Otago United                                                | 3 – 3 | Napier City Rovers                                        |
| ----------------------------------------------------------- | ----- | --------------------------------------------------------- |
| Jakub Sinkora 8' · Blair Scoullar 28' · Croyden Wheeler 53' |       | 33' Jason Hayne · 78' (p.p.) T. Boylan · 82' Chris McIvor |

 Dunedin

### Ronda 3
| Auckland City                                                                               | 5 – 1 | Team Wellington  |
| ------------------------------------------------------------------------------------------- | ----- | ---------------- |
| Liam Mulrooney 20', 67' · Paul Urlovic 48' · Grant Young 53' (pen.) · Ricki van Steeden 60' |       | 1' Graham Little |

 Auckland
| Canterbury United                                          | 3 – 0 | Napier City Rovers |
| ---------------------------------------------------------- | ----- | ------------------ |
| Jamie Smith 36' · Glen Collins 64' (pen.) · Ben Hughes 87' |       |                    |

 Christchurch
| Otago United           | 2 – 1 | YoungHeart Manawatu |
| ---------------------- | ----- | ------------------- |
| Blair Scoullar 3', 67' |       | 80' Michael Sands   |

 Dunedin
| Waikato FC | 0 – 3 | Waitakere United                            |
| ---------- | ----- | ------------------------------------------- |
|            |       | 67', 72' Keryn Jordan · 78' Jeremy Christie |

 Hamilton

### Ronda 4
| Team Wellington        | 2 – 2 | Otago United        |
| ---------------------- | ----- | ------------------- |
| Graham Little 38', 85' |       | 69', 90' James Webb |

 Wellington
| Waikato FC     | 1 – 2 | Canterbury United                  |
| -------------- | ----- | ---------------------------------- |
| Adam Crump 83' |       | 56' Jamie Smith · 60' Glen Collins |

 Hamilton
| Waitakere United                                                    | 3 – 0 | Napier City Rovers |
| ------------------------------------------------------------------- | ----- | ------------------ |
| Keryn Jordan 32' (pen.) · Paul Bunbury 58' · Stuart Hogg 85' (pen.) |       |                    |

 Auckland
| YoungHeart Manawatu                     | 2 – 2 | Auckland City                         |
| --------------------------------------- | ----- | ------------------------------------- |
| Luiz del Monte 48' · Peter Halstead 70' |       | 20' Paul Urlovic · 60' Liam Mulrooney |

 Palmerston North

### Ronda 5
| Napier City Rovers   | 2 – 3 | YoungHeart Manawatu                                     |
| -------------------- | ----- | ------------------------------------------------------- |
| Leon Birnie 72', 83' |       | 51' Luiz del Monte · 58' Daniel Aliaga · 62' Stu Riddle |

 Napier
| Auckland City | 0 – 1 | Otago United          |
| ------------- | ----- | --------------------- |
|               |       | 80' Jean-Victor Maleb |

 Auckland
| Waikato FC                            | 3 – 2 | Team Wellington                     |
| ------------------------------------- | ----- | ----------------------------------- |
| Adam Crump 12' · Brett Derry 17', 30' |       | 35' Rupert Ryan · 73' Graham Little |

 Hamilton
| Canterbury United | 0 – 0 | Waitakere United |
| ----------------- | ----- | ---------------- |
|                   |       |                  |

 Christchurch

### Ronda 6
| Napier City Rovers                   | 2 – 2 | Team Wellington                  |
| ------------------------------------ | ----- | -------------------------------- |
| Chris McIvor 17' · Devon Prescod 26' |       | 88' Andy Hedge · 90' Geoff Brown |

 Napier
| YoungHeart Manawatu | 1 – 2 | Waitakere United                             |
| ------------------- | ----- | -------------------------------------------- |
| Peter Halstead 39'  |       | 52' Hiroaki Tanaka · 79' (pen.) Keryn Jordan |

 Palmerston North
| Auckland City                                                        | 5 – 0 | Canterbury United |
| -------------------------------------------------------------------- | ----- | ----------------- |
| Paul Urlovic 6' · Grant Young 40', 50' (pen. ), 70' · Neil Sykes 43' |       |                   |

 Auckland
| Otago United                      | 2 – 1 | Waikato FC     |
| --------------------------------- | ----- | -------------- |
| ??? 12' (p.p.) · Terry Boylan 75' |       | 82' Nathan Fry |

 Dunedin

### Ronda 7
| Team Wellington | 1 – 2 | YoungHeart Manawatu                   |
| --------------- | ----- | ------------------------------------- |
| Daniel Keat 70' |       | 1' Peter Halstead · 9' Luiz del Monte |

 Wellington
| Waikato FC | 0 – 2 | Napier City Rovers                 |
| ---------- | ----- | ---------------------------------- |
|            |       | 39' Leone Birnie · 60' Jason Hayne |

 Hamilton
| Waitakere United        | 1 – 3 | Auckland City                             |
| ----------------------- | ----- | ----------------------------------------- |
| Keryn Jordan 37' (pen.) |       | 6', 40' Paul Urlovic · 20' Liam Mulrooney |

 Auckland
| Canterbury United | 1 – 5 | Otago United                                  |
| ----------------- | ----- | --------------------------------------------- |
| Blair Scadden 79' |       | 21' (54) Blair Scoullar · 49', 70' James Webb |

 Christchurch

### Ronda 8
| YoungHeart Manawatu                                                          | 4 – 1 | Napier City Rovers      |
| ---------------------------------------------------------------------------- | ----- | ----------------------- |
| Yuki Tomamatu 41' · Peter Halstead 42' · Luiz del Monte 65' · Mark Tesar 82' |       | 70' (pen.) David Gearey |

 Palmerston North
| Waikato FC        | 1 – 2 | Canterbury United                   |
| ----------------- | ----- | ----------------------------------- |
| Sam Wilkinson 42' |       | 14' Blair Scadden · 66' Jamie Smith |

 Hamilton
| Waitakere United | 1 – 1 | Team Wellington   |
| ---------------- | ----- | ----------------- |
| Keryn Jordan 58' |       | 48' Graham Little |

 Auckland
| Otago United | 0 – 3 | Auckland City                                          |
| ------------ | ----- | ------------------------------------------------------ |
|              |       | 26' Paul Vodanovic · 80' Neil Sykes · 90' Paul Urlovic |

 Dunedin

### Ronda 9
| Napier City Rovers | 0 – 0 | Waitakere United |
| ------------------ | ----- | ---------------- |
|                    |       |                  |

 Napier
| YoungHeart Manawatu | 1 – 2 | Team Wellington               |
| ------------------- | ----- | ----------------------------- |
| Peter Halstead 30'  |       | 32' (pen. ), 70' Bryan Little |

 Palmerston North
| Waikato FC | 0 – 2 | Otago United                         |
| ---------- | ----- | ------------------------------------ |
|            |       | 71' Nathan Strom · 83' Jakub Sinkora |

 Hamilton
| Canterbury United | 1 – 1 | Auckland City   |
| ----------------- | ----- | --------------- |
| Nathan Knox 37'   |       | 49' Grant Young |

 Christchurch

### Ronda 10
| Auckland City   | 1 – 0 | Waitakere United |
| --------------- | ----- | ---------------- |
| Grant Young 58' |       |                  |

 Auckland
| Otago United       | 1 – 1 | YoungHeart Manawatu |
| ------------------ | ----- | ------------------- |
| Blair Scoullar 44' |       | 87' Paul Dirou      |

 Dunedin
| Team Wellington | 0 – 0 | Waikato FC |
| --------------- | ----- | ---------- |
|                 |       |            |

 Wellington
| Canterbury United                                      | 3 – 1 | Napier City Rovers |
| ------------------------------------------------------ | ----- | ------------------ |
| Daniel Terris 48' · Nathan Knox 60' · Glen Collins 78' |       | 52' Hayden Beale   |

 Christchurch

### Ronda 11
| Napier City Rovers                                    | 3 – 0 | Otago United |
| ----------------------------------------------------- | ----- | ------------ |
| Leon Birnie 18' · Hayden Beale 60' · Chris McIvor 90' |       |              |

 Napier
| YoungHeart Manawatu | 0 – 1 | Waikato FC         |
| ------------------- | ----- | ------------------ |
|                     |       | 31' Steve Callinan |

 Palmerston North
| Team Wellington | 1 – 4 | Auckland City                               |
| --------------- | ----- | ------------------------------------------- |
| ??? 82' (p.p.)  |       | 3', 40', 83' Grant Young · 46' Chad Coombes |

 Wellington
| Waitakere United                                                  | 5 – 2 | Canterbury United                  |
| ----------------------------------------------------------------- | ----- | ---------------------------------- |
| Keryn Jordan 16', 17' · Hoani Edwards 31' · Allan Pearce 59', 61' |       | 23' Justin Lucas · 45' Kris Bright |

 Auckland

### Ronda 12
| Canterbury United | 1 – 1 | YoungHeart Manawatu |
| ----------------- | ----- | ------------------- |
| Stuart Kelly 78'  |       | 48' Sanjay Singh    |

 Christchurch
| Otago United | 0 – 5   | Team Wellington                                                   |
| ------------ | ------- | ----------------------------------------------------------------- |
|              | Crònica | 15', 43', 47' Bryan Little · 61' David Johnston · 66' Daniel Keat |

 Dunedin
| Napier City Rovers                                                    | 4 – 2 | Auckland City                            |
| --------------------------------------------------------------------- | ----- | ---------------------------------------- |
| Jimmy Cudd 10' · Leon Birnie 29' · Jason Hayne 45' · Hayden Beale 53' |       | 50' Jonathan Smith · 65' Paul Vodanovich |

 Napier
| Waitakere United    | 1 – 2 | Waikato FC                           |
| ------------------- | ----- | ------------------------------------ |
| Dean Tallentire 19' |       | 11' David Samson · 63' Colin Gardyne |

 Auckland

### Ronda 13
| Napier City Rovers                                       | 3 – 3 | Team Wellington                            |
| -------------------------------------------------------- | ----- | ------------------------------------------ |
| Leon Birnie 14' · Jonathan Taylor 33' · Chris McIvor 45' |       | 59', 76' Raf de Gregorio · 60' Mike Wilson |

 Napier
| Auckland City    | 1 – 2 | Waikato FC                         |
| ---------------- | ----- | ---------------------------------- |
| Shane Pascoe 62' |       | 64' Brett Derry · 78' Brent Mayhew |

 Auckland
| Waitakere United    | 1 – 0 | YoungHeart Manawatu |
| ------------------- | ----- | ------------------- |
| Jeremy Christie 57' |       |                     |

 Auckland
| Canterbury United                   | 2 – 2 | Otago United                       |
| ----------------------------------- | ----- | ---------------------------------- |
| Glen Collins 8' · Daniel Terris 28' |       | 63' Adam Letts · 73' Jakub Sinkora |

 Christchurch

### Ronda 14
| Team Wellington                        | 2 – 1 | Canterbury United   |
| -------------------------------------- | ----- | ------------------- |
| Graham Little 22' · David Johnston 37' |       | 51' James Reichwein |

 Wellington
| YoungHeart Manawatu | 1 – 2 | Auckland City                       |
| ------------------- | ----- | ----------------------------------- |
| Daniel Aliaga 46'   |       | 23' Paul Urlovic · 73' Chad Coombes |

 Palmerston North
| Otago United | 0 – 1 | Waitakere United  |
| ------------ | ----- | ----------------- |
|              |       | 47' Chris Jackson |

 Dunedin
| Waikato FC                                                    | 3 – 1 | Napier City Rovers |
| ------------------------------------------------------------- | ----- | ------------------ |
| Brett Derry 27' (pen.) · David Samson 30' · Colin Gardyne 68' |       | 47' Leon Birnie    |

 Auckland

### Ronda 15
| Team Wellington                     | 2 –0 | Otago United |
| ----------------------------------- | ---- | ------------ |
| Graham Little 34' · Rupert Ryan 47' |      |              |

 Wellington
| YoungHeart Manawatu | 0 – 1 | Canterbury United |
| ------------------- | ----- | ----------------- |
|                     |       | 38' Jamie Smith   |

 Palmerston North
| Waikato FC                                          | 3 – 0 | Waitakere United |
| --------------------------------------------------- | ----- | ---------------- |
| Brent Mayhew 17' · Che Bunce 82' · David Samson 84' |       |                  |

 Hamilton
| Auckland City            | 3 – 3 | Napier City Rovers                      |
| ------------------------ | ----- | --------------------------------------- |
| Grant Young 8', 57', 90' |       | 22' Chris McIvor · 63', 65' Leon Birnie |

 Auckland

### Ronda 16
| Waitakere United | 1 – 1 | Team Wellington |
| ---------------- | ----- | --------------- |
| Keryn Jordan 60' |       | 89' Geoff Brown |

 Auckland
| Napier City Rovers                                        | 4 – 3 | YoungHeart Manawatu                      |
| --------------------------------------------------------- | ----- | ---------------------------------------- |
| Sam Jenkins 40' · Leon Birnie 44', 85' · David Gearey 89' |       | 45' Adam Cowan · 69', 90' Peter Halstead |

 Napier
| Canterbury United | 1 – 2 | Waikato FC                         |
| ----------------- | ----- | ---------------------------------- |
| Jeremy Brockie 7' |       | 22' Colin Gardyne · 42' Gary Board |

 Christchurch
| Otago United                              | 2 – 3 | Auckland City                                          |
| ----------------------------------------- | ----- | ------------------------------------------------------ |
| Michael Eisenhut 28' · Blair Scoullar 75' |       | 2' Grant Young · 30' Jonathan Smith · 44' Paul Urlovic |

 Dunedin

### Ronda 17
| YoungHeart Manawatu | 1 – 1 | Team Wellington     |
| ------------------- | ----- | ------------------- |
| Luiz del Monte 40'  |       | 25' Raf de Gregorio |

 Palmerston North
| Canterbury United | 0 – 3 | Auckland City                           |
| ----------------- | ----- | --------------------------------------- |
|                   |       | 13', 29' Paul Urlovic · 49' Paul Seaman |

 Christchurch
| Otago United       | 1 – 1 | Waitakere United  |
| ------------------ | ----- | ----------------- |
| Blair Scoullar 33' |       | 55' Colin Gardyne |

 Dunedin
| Waitakere United                                                            | 4 – 0 | Napier City Rovers |
| --------------------------------------------------------------------------- | ----- | ------------------ |
| Allan Pearce 15' · Gerard Davies 31' · Jake Butler 66' · Hiroaki Tanaka 85' |       |                    |

 Auckland

### Ronda 18
| Auckland City                         | 2 – 1 | Team Wellington    |
| ------------------------------------- | ----- | ------------------ |
| Jonathan Smith 39' · Paul Urlovic 45' |       | 79' David Johnston |

 Auckland
| Waikato FC | 0 – 0 | YoungHeart Manawatu |
| ---------- | ----- | ------------------- |
|            |       |                     |

 Hamilton
| Canterbury United | 0 – 1 | Waitakere United    |
| ----------------- | ----- | ------------------- |
|                   |       | 44' Jeremy Christie |

 Christchurch
| Otago United | 0 – 2 | Napier City Rovers                        |
| ------------ | ----- | ----------------------------------------- |
|              |       | 63' (pen.) Leon Birnie · 67' Chris McIvor |

 Dunedin

### Ronda 19
| YoungHeart Manawatu                                              | 4 – 1 | Otago United        |
| ---------------------------------------------------------------- | ----- | ------------------- |
| Ian Sandbrook 49' · Peter Halstead 79', 90' · Luiz del Monte 85' |       | 10' Croydon Wheeler |

 Palmerston North
| Team Wellington                                       | 3 – 0 | Waikato FC |
| ----------------------------------------------------- | ----- | ---------- |
| Daniel Keart 7' · ??? 31' (p.p.) · David Johnston 49' |       |            |

 Wellington
| Auckland City                                                  | 4 – 2 | Waitakere United                           |
| -------------------------------------------------------------- | ----- | ------------------------------------------ |
| Jonathan Smith 6', 38' · James Pritchett 53' · Grant Young 58' |       | 62' (pen.) Keryn Jordan · 90' Allan Pearce |

 Auckland
| Napier City Rovers                               | 3 – 2 | Canterbury United                  |
| ------------------------------------------------ | ----- | ---------------------------------- |
| Leon Birnie 2' · Nick Hyde 2' · Martin Akers 53' |       | 5' Jeff Fleming · 49' Glen Collins |

 Napier

### Ronda 20
| Team Wellington     | 1 – 4 | Napier City Rovers                                        |
| ------------------- | ----- | --------------------------------------------------------- |
| Raf de Gregorio 80' |       | 43' Matt Adams · 45' David Gearey · 65', 76' Chris McIvor |

 Wellington
| Waikato FC | 0 – 2 | Auckland City        |
| ---------- | ----- | -------------------- |
|            |       | 7', 71' Paul Urlovic |

 Hamilton
| Waitakere United                                          | 3 – 0 | YoungHeart Manawatu |
| --------------------------------------------------------- | ----- | ------------------- |
| Jeremy Christie 23' · Allan Pearce 45' · Keryn Jordan 85' |       |                     |

 Auckland
| Otago United                              | 2 – 5 | Canterbury United                                             |
| ----------------------------------------- | ----- | ------------------------------------------------------------- |
| Adam Letts 9' · Blair Scoullar 57' (pen.) |       | 4', 34' Justin Lucas · 48' Jamie Smith · 64', 80' Nathan Knox |

 Dunedin

### Ronda 21
| Napier City Rovers                                 | 0 – 3 | Waikato FC |
| -------------------------------------------------- | ----- | ---------- |
| 65' Che Bunce · 75' Brett Derry · 86' Brent Mayhew |       |            |

 Napier
| Auckland City                                                                      | 4 – 1 | YoungHeart Manawatu |
| ---------------------------------------------------------------------------------- | ----- | ------------------- |
| Paul Urlovic 51' · Grant Young 52' (pen.) · Neil Sykes 85' · Ricki van Steeden 89' |       | 45' Luiz del Monte  |

 Auckland
| Canterbury United                         | 2 – 1   | Team Wellington     |
| ----------------------------------------- | ------- | ------------------- |
| Jeff Fleming 9' · Glen Collins 20' (pen.) | Crònica | 81' Craig Henderson |

 Christchurch
| Waitakere United                                                         | 4 – 0   | Otago United |
| ------------------------------------------------------------------------ | ------- | ------------ |
| ??? 34' (p.p.) · Chris Jackson 71' · Keryn Jordan 84' · Allan Pearce 89' | Crònica |              |

 Auckland

## Playoffs
Els playoffs per a decidir el Champion o campió del campionat començaren el 6 de març i acabaren el 12 de març. L'Auckland City es classificà per a la final automàticament com a Premier; el Waitakere United i el Waikato FC es classificaren com a segon i tercer en la temporada regular, respectivament. L'Auckland City guanyà la fase de playoffs i conseqüentment fou el Champion de la temporada.
|  | Semifinal        | Semifinal        | Semifinal |  |  | Final            | Final            | Final |
|  |                  |                  |           |  |  |                  |                  |       |
|  |                  |                  |           |  |  | Auckland City    | Auckland City    | 3     |
|  | Waitakere United | Waitakere United | 4         |  |  | Waitakere United | Waitakere United | 2     |
|  | Waikato FC       | Waikato FC       | 1         |  |  |                  |                  |       |

### Semifinal
| Waitakere United                                              | 4 – 1   | Waikato FC                |
| ------------------------------------------------------------- | ------- | ------------------------- |
| Daniel Ellensohn 9' · Craig Wylie 37' · Keryn Jordan 54', 82' | Crònica | 33' (pen.) Steve Callinan |

 Douglas Field, Auckland

### Final
| Auckland City                             | 3 – 2   | Waitakere United                        |
| ----------------------------------------- | ------- | --------------------------------------- |
| Grant Young 48', 90' · Liam Mulrooney 81' | Crònica | 31' Daniel Ellensohn · 70' Keryn Jordan |

 Kiwitea Street, Auckland